# Clinton (Minnesota)
Clinton – miasto w Stanach Zjednoczonych, w stanie Minnesota, w hrabstwie Big Stone.